# Lebia cyanocephala
Lebia cyanocephala, auch Lamprias cyanocephalus genannt, ist ein Käfer aus der Familie der Laufkäfer und der Unterfamilie der Harpalinae. Früher wurde die Art in eine eigene Unterfamilie der Prunkkäfer gestellt. Bei Sturm führt der Käfer 1827 den deutschen Namen Blauköpfiger Prunkkäfer, In der Roten Liste der Laufkäfer Baden-Württembergs trägt er den Namen Blauer Prunkkäfer.
In Europa ist die Gattung Lebia mit sechs Arten vertreten, die größtenteils auch in Mitteleuropa vorkommen. Lebia cyanocephala ähnelt sehr dem Grünblauen Prunkkäfer Lebia chlorocephala.  Der Käfer ist in Deutschland stark gefährdet.

## Bemerkungen zum Namen
Der Käfer wurde bereits 1785 von Linné in dessen berühmter 10. Auflage der Systema Naturae unter dem Namen Carabus cyanocephalus beschrieben. Bonelli zerlegte Lebia in vier Gattungen Demetrius, Dromius, Lebia und Lamprias und nannte Lamprias cyanocephala als Typus der Gattung Lamprias. Die Trennung von Lebia und Lamprias wurde von Dejean 1825 wieder aufgehoben. Heute wird Lamprias teilweise als Synonym zu Lebia, teilweise als Untergattung von Lebia geführt.
Der Gattungsname Lamprias von  altgr. 'λαμπρός', 'lamprós' für 'glänzend' bezieht sich auf die Färbung des Käfers.
Die Bedeutung des Gattungsnamens Lébia ist unsicher, Schenkling gibt an, dass es vom griechischen Wort für 'Leberfisch' hergeleitet ist und versieht die Angabe mit einem Fragezeichen. Der Artname cyanocéphalus ist von altgriechisch κυανός kyanós, deutsch ‚blau‘ und κεφαλή kephalē, deutsch ‚Kopf‘ abgeleitet und bezieht sich auf die Farbe des Kopfes.

## Beschreibung des Käfers

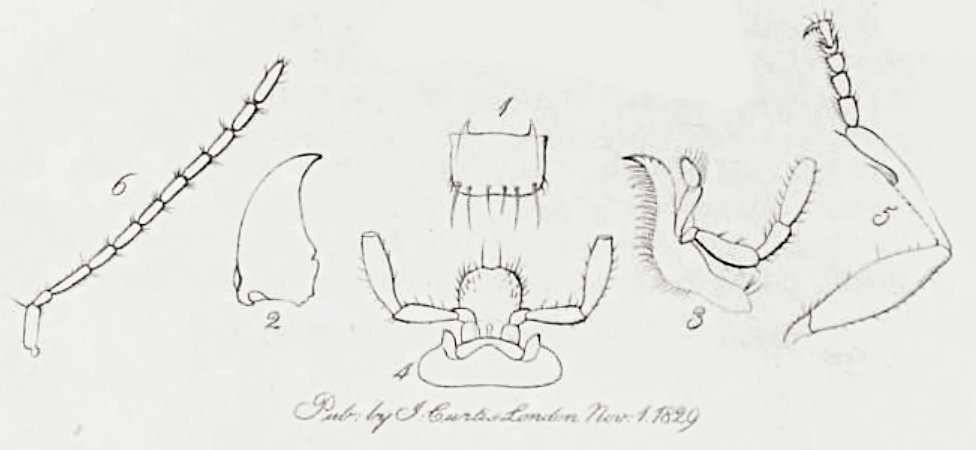
Abb. 2: Detailzeichnungen von Curtis (1) Oberlippe, (2) Oberkiefer, Unterkiefer mit innerem und äußerem Kiefertaster, (4) Kinn mit Unterlippe und Lippentaster, (5) Vorderbein Männchen, (6) Fühler

Lebia cyanocephala ist ein leuchtend farbiger Käfer mit blauen oder grünen Flügeldecken, einem rostroten Brustschild und einem dunkelblauen Kopf. Die Länge schwankt zwischen 5,8 und 8,2 Millimetern. Verschiedene Farbvariationen und eine kleinere Gebirgsvariante sind beschrieben worden (formosa, annulata, pilosella, geniculata).
Der Kopf ist schmaler als der Halsschild und dichter punktiert als bei Lebia chlorocephala. Die Punktierung ist etwas verrunzelt und auf der Stirn weniger dicht und grob. Die Augen sind vorstehend, eine Schläfe ist ausgebildet. Die Oberlippe ist pechfarben, Kiefer- und Lippentaster schwarz, die elfgliedrigen Fühler (Abb. 2 (6)) sind bis auf das Basisglied schwarz. Nur das erste, (nicht wie bei Lebia chlorocephala  die ersten zweieinhalb Fühlerglieder) sind rotgelb. Die Fühler sind etwa so lang wie die Flügeldecken, schnurförmig, und vor den Augen an der Mandibelbasis eingelenkt. Sie verbreitern sich zum Ende hin nicht.
Die Oberkiefer tragen auf der Innenseite im unteren Drittel eine Einkerbung (Abb. 2 (4)). Die inneren Kiefertaster sind zweigliedrig und so lang wie die Unterkieferlade, die äußeren viergliedrig, ihr Endglied abgestutzt (Abb. 2 (2)) mit sehr kleinem Basisglied. Die Lippentaster sind viergliedrig, ihr letztes Glied ist abgestutzt (Abb. 2 (4)). Das Kinn weist keinen nach vorn abstehenden Mittelzahn auf, sondern ist in der Mitte nur zu einem stumpfen Dreieck ausgezogen, das von den seitlichen spitzen Lappen überragt wird. Die Zungenspitze ist abgerundet (Abb. 2 (4)).
Der Halsschild ist sehr viel breiter als lang und vorn am breitesten.  Nach hinten verschmälert sich der Halsschild, die Hinterwinkel sind annähernd rechtwinklig. Zwischen den Hinterwinkeln verläuft vor der Basis ein breiter Quereindruck, in der Mitte davor eine schmale Längsfurche. Die Punktierung ist ebenfalls grob, aber etwas weitläufiger als die des Kopfes.
Das blau-schwarze Schildchen ist annähernd dreieckig.
Die Flügeldecken sind deutlich breiter als der Halsschild. Sie sind an den Schultern abgerundet, nach hinten verbreitern sie sich. Am Ende sind sie abgestutzt und bedecken den Hinterleib nicht völlig, die Außenecken sind breit abgerundet, nur der grün gefärbte Teil des Nahtwinkels ist wie bei Lebia chlorocephala breit verrundet, die schwarze Unterkante der Flügeldeckennaht ist jedoch nach innen und hinten verlängert, so dass die Flügeldecken fast senkrecht aufeinanderstoßen. Die acht Punktreihen der Flügeldecken bestehen aus deutlich eingestochenen Punkten, die Intervalle sind ebenfalls kräftig punktiert.
Die schlanken Beine sind größtenteils rostrot, nur die Knie, das Ende der Schienen wie die fünfgliedrigen Tarsen sind  schwarz. Die Krallen sind innen gezähnt. Bei den Männchen befindet sich am Ende der Vorderschienen (Abb. 2 (5)) ein tiefer und schmaler Ausschnitt (Putzscharte), der etwa ein Viertel der Schienenbreite einnimmt (bei Lebia chlorocephala ist er unauffälliger, nur etwa ein Sechstel der Schienenbreite tief). Das vorletzte Glied der fünfgliedrigen Tarsen  ist ausgeschnitten. Die Unterseite des Hinterleibs ist blau.

## Ei
Die schmutzigweißen Eier sind 0,7 Millimeter lang bei einem Durchmesser von 0,3 Millimetern. Sie sind glatt und glänzend. Die Pole sind abgerundet, die Hülle wenig robust.

## Biologie
Die Art überwintert als fertiger Käfer.
Man findet die Käfer im Winter und Frühjahr von der Ebene bis ins Gebirge (kleinere Gebirgsrasse in 1200 bis 1450 m Höhe). Die Käfer sind selten und vielerorts verschwunden. Das Vorkommen ist auf trockene Standorte beschränkt, in Mitteleuropa ist die Art hauptsächlich an sandigen und schottrigen kalkhaltigen Südhängen zu finden. Dort kann man sie unter lockeren Steinen, Laub, Moos und lockerer Rinde, aber auch auf krautigen Pflanzen (insbesondere auf Korbblütlern), Büschen (in England auf Besenginster) und Bäumen finden. Der Käfer wurde auch nachts in Lichtfallen gefangen. Der Rückgang der Populationen wird auf das Verschwinden von Kalkmagerrasen zurückgeführt.
Die Paarung findet im Frühjahr während der ersten warmen Tage nachts statt und dauert bis in den Morgen. Gleich nach der Begattung sucht das Weibchen einen geeigneten Ort für die Eiablage. Sie besteht aus ungefähr zwanzig Eiern, die sie bevorzugt unter Steinen absetzt, die auch von jungen Schnecken, Springschwänzen und anderen Kleintieren genutzt werden, um sich zu verkriechen. Die Eier werden wenig tief in die Erde gelegt. Nach etwa zwanzig Tagen schlüpft die Junglarve. Es wird vermutet, dass sie wie alle in Deutschland vorkommenden Arten der Gattung Lebia als Parasitoid an Entwicklungsstadien von Blattkäfern lebt. Ein Großteil der Beute besteht aus Larven und  Puppen von Blattkäfern.

## Verbreitung
Die Art paläarktisch verbreitete Art ist in Europa nach Norden hin seltener werdend. Die Nordgrenze des Verbreitungsgebietes geht durch Südengland, Südnorwegen, Südschweden und Südfinnland. Die Südgrenze der Verbreitungsgebietes verläuft durch das westliche Nordafrika und erreicht in Kleinasien Israel. Von den Mittelmeerinseln ist der Käfer nur aus Sizilien und Zypern bekannt. Östlich kommt die Art bis Sibirien und Nordchina vor.